# Línea 197E (Interurbanos Madrid)
La línea 197E de la red de autobuses interurbanos de Madrid une Torrelaguna con Valdepiélagos y Talamanca de Jarama.

## Características
Esta línea está pensada como un refuerzo para los vecinos de Valdepiélagos de la línea 197, conectando dicha localidad con las vecinas Talamanca y Torrelaguna y tener mejor acceso con la línea 197 original a Madrid.
Algunas expediciones entran en la localidad de El Espartal. Los sábados laborables, domingos y festivos la línea no alcanza el municipio de Talamanca de Jarama, realizando solo recorridos entre Torrelaguna y Valdepiélagos.
Siguiendo la numeración de líneas del CRTM, las líneas que circulan por el corredor 1 son aquellas que dan servicio a los municipios situados en torno a la A-1 y comienzan con un 1. Aquellas numeradas dentro de la decena 190 corresponden a aquellas que circulan por la Sierra Norte de Madrid. En concreto, la línea 197E indica un incremento sobre la línea 197 ya que se necesita para enlazar con Madrid los lugares por los que circula la línea 197E. Esto se hace en Torrelaguna como punto central de la zona desde donde parten esta y otras líneas complementarias a la línea 197.
La línea mantiene los mismos horarios todo el año (exceptuando las vísperas de festivo y festivos de Navidad).
Está operada por la empresa ALSA mediante la concesión administrativa VCM-103 - Madrid - Buitrago - Rascafría (Viajeros Comunidad de Madrid) del Consorcio Regional de Transportes de Madrid.

### Sublíneas
Aquí se recogen todas las distintas sublíneas que ha tenido la línea 197E. La denominación de sublíneas que utiliza el CRTM es la siguiente:
- Número de línea (197E)
- Sentido de circulación (1 ida, 2 vuelta)
- Número de sublínea

Por ejemplo, la sublínea 197E104 corresponde a la línea 197E, sentido 1 (ida) y el número 04 de numeración de sublíneas creadas hasta la fecha.
| Ida     | Ruta                          | Itinerario                                   | Vuelta  | Ruta                            | Itinerario                                               |
| 197E101 | -                             | Torrelaguna - Talamanca                      | 197E201 | -                               | Talamanca - Torrelaguna                                  |
| 197E102 | v                             | Valdepiélagos - Talamanca                    | 197E202 | No existe la ruta "v" de vuelta | No existe la ruta "v" de vuelta                          |
| 197E103 | No existe la ruta "ev" de ida | No existe la ruta "ev" de ida                | 197E203 | ev                              | Valdepiélagos - Torrelaguna, por El Espartal (A DEMANDA) |
| 197E104 | e                             | Torrelaguna - Valdepiélagos, por El Espartal | 197E204 | No existe la ruta "e" de vuelta | No existe la ruta "e" de vuelta                          |

## Horarios
Los horarios que no sean cabecera son aproximados.
| Lunes a viernes laborables | Lunes a viernes laborables | Lunes a viernes laborables | Lunes a viernes laborables | Lunes a viernes laborables | Lunes a viernes laborables | Sábados laborables, domingos y festivos | Sábados laborables, domingos y festivos | Sábados laborables, domingos y festivos | Sábados laborables, domingos y festivos | Sábados laborables, domingos y festivos | Sábados laborables, domingos y festivos |
| Torrelaguna > Talamanca    | Torrelaguna > Talamanca    | Torrelaguna > Talamanca    | Talamanca > Torrelaguna    | Talamanca > Torrelaguna    | Talamanca > Torrelaguna    | Torrelaguna > Valdepiélagos             | Torrelaguna > Valdepiélagos             | Torrelaguna > Valdepiélagos             | Valdepiélagos > Torrelaguna             | Valdepiélagos > Torrelaguna             | Valdepiélagos > Torrelaguna             |
| Torrelaguna                | Valdepiélagos              | Talamanca                  | Talamanca                  | Valdepiélagos              | Torrelaguna                | Torrelaguna                             | Valdepiélagos                           | Talamanca                               | Talamanca                               | Valdepiélagos                           | Torrelaguna                             |
|                            | 06:15                      | 06:20                      |                            |                            |                            | 14:00                                   | 14:20                                   |                                         |                                         | 14:30                                   | 14:45                                   |
| 11:15                      | 11:30                      | 11:40                      | 11:45                      | 11:55                      | 12:10                      | 21:45                                   | 22:05                                   | 22:15                                   | 22:30                                   |                                         |                                         |
| 15:30                      | 15:50                      |                            |                            | 16:00                      | 16:30                      |                                         |                                         |                                         |                                         |                                         |                                         |

1. ↑  Desde Valdepiélagos
2. 1 2 3  Por El Espartal, hasta Valdepiélagos
3. 1 2 3  Desde Valdepiélagos, por El Espartal (A DEMANDA)

## Recorrido y paradas

### Sentido Talamanca
La línea inicia su recorrido junto a la Plaza de Manuel María Martín, en Torrelaguna, saliendo de la localidad por la carretera N-320 en dirección a Guadalajara, que recorre hasta el cruce con la carretera M-120, donde se desvía por la misma en dirección a Valdepiélagos parando en los cruces de El Espartal y la urbanización Caraquiz. Algunas expediciones entran dentro del pueblo de El Espartal.
Llega a Valdepiélagos, y da la vuelta para salir del pueblo por la misma carretera M-120 hasta llegar a Talamanca de Jarama, donde tiene su cabecera en la Calle Guadalajara.
| Código                                                                  | Zona | Localidad           | Denominación                                | Ubicación                   | Líneas de la parada                  |
| ----------------------------------------------------------------------- | ---- | ------------------- | ------------------------------------------- | --------------------------- | ------------------------------------ |
| 11737                                                                   |      | Torrelaguna         | Camino de la Soledad - Avenida de Madrid    | Camino de la Soledad Nº1    | 197 197A 197B 197C 197D 197E 913 FS2 |
| Las expediciones que entran en El Espartal realizan la siguiente parada |      |                     |                                             |                             |                                      |
| 10049                                                                   |      | El Espartal         | El Espartal - Iglesia                       | Carretera de El Vellón Nº15 | 197D 197E                            |
| Paradas del itinerario normal                                           |      |                     |                                             |                             |                                      |
| 10047                                                                   |      | Talamanca de Jarama | Carretera M320 - Cruce Caraquiz             | Carretera M320 S/Nº         | 197 197E FS2                         |
| Las expediciones desde Valdepiélagos comienzan aquí                     |      |                     |                                             |                             |                                      |
| 10305                                                                   |      | Valdepiélagos       | Valdepiélagos - Plaza Mayor                 | Plaza Mayor Nº6             | 197 197E                             |
| Las expediciones hasta Valdepiélagos terminan aquí                      |      |                     |                                             |                             |                                      |
| 21089                                                                   |      | Talamanca de Jarama | Avenida de las Moreras - Avenida de Alcalá  | Avenida de las Moreras Nº1  | 197 197E                             |
| 11200                                                                   |      | Talamanca de Jarama | Talamanca de Jarama - Calle de las Escuelas | Calle Guadalajara Nº2       | 197 197E FS2                         |

### Sentido Torrelaguna
El recorrido es igual al de ida pero en sentido contrario. La línea no entrará en El Espartal a menos de que los usuarios que se suban en Valdepiélagos se lo pidan al conductor.
| Código                                                                              | Zona | Localidad           | Denominación                                | Ubicación                   | Líneas de la parada                  |
| ----------------------------------------------------------------------------------- | ---- | ------------------- | ------------------------------------------- | --------------------------- | ------------------------------------ |
| 11200                                                                               |      | Talamanca de Jarama | Talamanca de Jarama - Calle de las Escuelas | Calle Guadalajara Nº2       | 197 197E FS2                         |
| 09172                                                                               |      | Talamanca de Jarama | Talamanca de Jarama - Calle Guadalajara     | Calle Guadalajara Nº18      | 197 197E FS2                         |
| Las expediciones desde Valdepiélagos comienzan aquí                                 |      |                     |                                             |                             |                                      |
| 10305                                                                               |      | Valdepiélagos       | Valdepiélagos - Plaza Mayor                 | Plaza Mayor Nº6             | 197 197E                             |
| 10044                                                                               |      | Talamanca de Jarama | Carretera M-320 - Cruce Caraquiz            | Carretera M320 S/Nº         | 197 197E FS2                         |
| Las expediciones que entran en El Espartal (A DEMANDA) realizan la siguiente parada |      |                     |                                             |                             |                                      |
| 10049                                                                               |      | El Espartal         | El Espartal - Iglesia                       | Carretera de El Vellón Nº15 | 197D 197E                            |
| Paradas del itinerario normal                                                       |      |                     |                                             |                             |                                      |
| 20612                                                                               |      | Torrelaguna         | Calle Malacuera - Juzgado                   | Calle Malacuera Nº47        | 197 197D 197E FS2                    |
| 10307                                                                               |      | Torrelaguna         | Calle Malacuera - Calle de San Francisco    | Calle Malacuera Nº1         | 197 197D 197E FS2                    |
| 11737                                                                               |      | Torrelaguna         | Camino de la Soledad - Avenida de Madrid    | Camino de la Soledad Nº1    | 197 197A 197B 197C 197D 197E 913 FS2 |